# Bedřiška (Ostrava)
Bedřiška je nouzová obytná kolonie v jihozápadním výběžku místní části Hulváky ostravského městského obvodu Mariánské Hory a Hulváky. Osada je obývaná převážně Romy. Do centra mediální pozornosti se dostala nejprve v roce 2007, kdy pronikly na veřejnost záznamy z veřejného jednání bytového odboru úřadu městského obvodu z roku 2006, kde se projednávaly námitky proti záměrnému sestěhování problémových romských obyvatel do této osady a starostka Liana Janáčková se otevřeně přiznala ke svému rasismu, a pak po žhářském útoku na jeden z domů v březnu 2010.

## Geografie

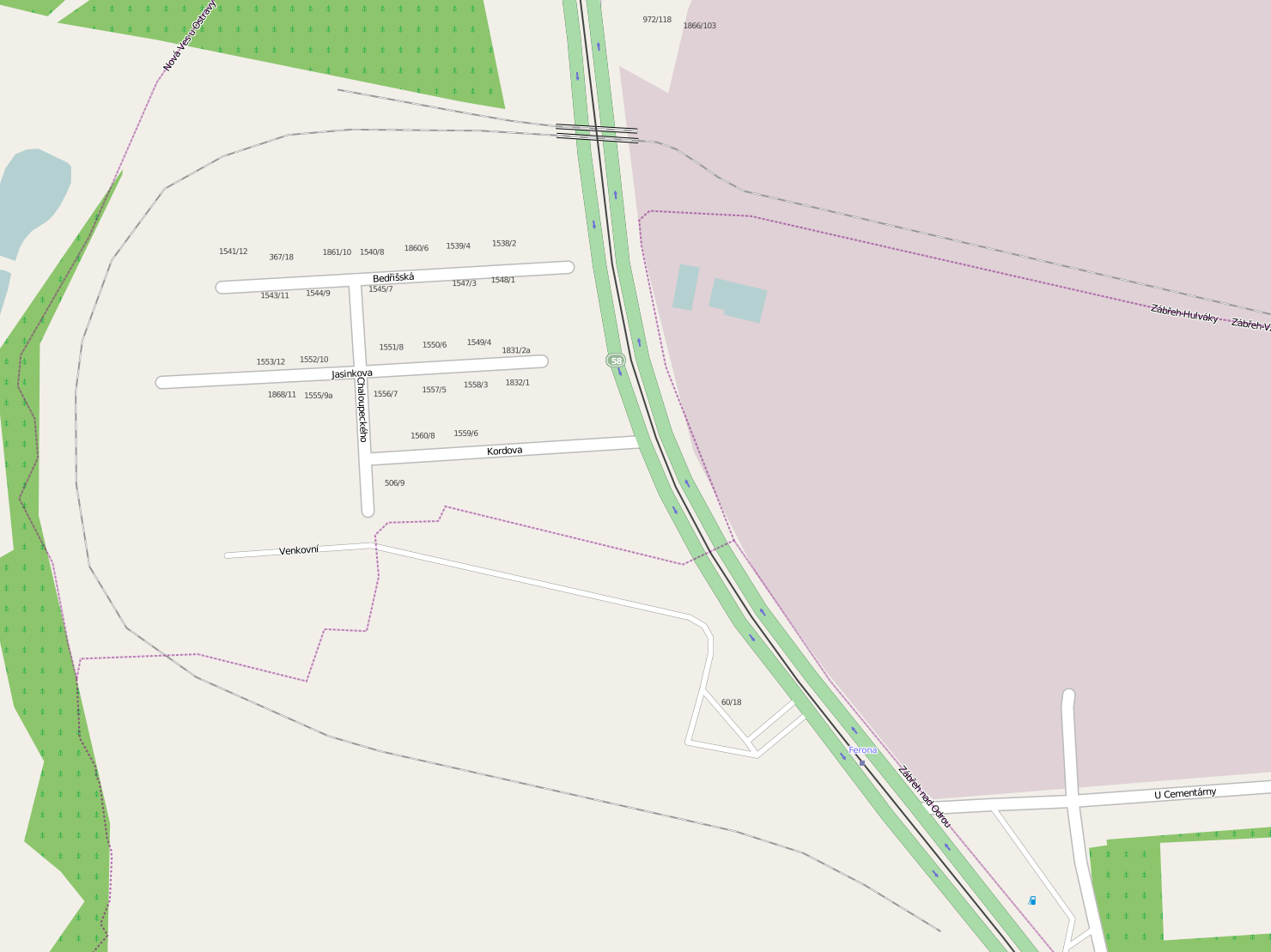
Osada Bedřiška na mapě

Osada je obklopená průmyslovou zónu, nachází se severně od areálu podniku Ferona, ze severní a západní strany je od parkové oblasti města oddělena železniční vlečkou, na východní straně k ní přiléhá frekventovaná Plzeňská ulice.
Pro automobilový provoz je osada napojena pouze ulicí Kordova na západní jízdní pás ulice Plzeňské, to znamená že do osady lze vjíždět pouze od tramvajové zastávky Střelnice a vyjíždět z ní pouze směrem k zastávce Ferona. Osada se nachází mezi těmito dvěma zastávkami, přímo v úrovni osady tramvaj zastávku nemá. Na ulici Kordovu navazuje pouze příčná ulice Chaloupeckého, po níž se dá dostat do dalších ulic souběžných s Kordovou severně od ní: Jasinkova a Bedřišská, jižně se nachází ulice Venkovní, která ohraničuje malý místní parčík.

## Obyvatelstvo a životní styl
Osadu obývají dnes jak Romové, tak i neromské obyvatelstvo.
Původně osada bývala ukázkové místo pro bydlení, s nízkými dřevěnými finskými domky, obklopené zelení. Na webu romea.cz je charakterizována jako útulná zelenavá osada s upravenými dvorečky a zahrádkami, kde vane duch historie hornického osídlení a dlouhá léta zde žili Romové s etnickými Čechy bezproblémově.

### Vytváření ghetta a konflikty
Kolem roku 2004 (v posledních třech letech před rokem 2007) začal městský obvod do volných bytů v kolonii z jiných lokalit cíleně sestěhovávat sociálně vykořeněné Romy bez základních společenských návyků a neromští obyvatelé se začali odstěhovávat. Podle části místních obyvatel tu zejména místní Romové způsobovali řadu problémů. Někteří obyvatelé se obávali dětí nových romských přistěhovalců, které byly údajně svými rodinami posílány na loupežné výpravy do domů původních obyvatel a olupovali je i na ulicích. Podle jedné romské obyvatelky by zde však Rom Romovi nic neukradl.
Místním bílým obyvatelům radnice nabízela pomoc při vystěhovávání z osady, ale mezi romskými obyvateli údajně nerozlišuje mezi slušnými a nepřizpůsobivými a chová se ke všem arogantně a přezíravě. Ke dni 21. května 2007 z 53 obsazených bytových jednotek v osadě dlužilo na nájemném 21, z čehož u 13 nepřesahoval dluh 3 000 Kč. Domácností s dluhem na nájemném přes 10 000 korun bylo zhruba 12 %.
Bedřiška byla kolem roku 2010 považována za jednou z nejproblémovějších ostravských kolonií, kde často zasahovali městští strážníci, zejména kvůli narušování občanského soužití, veřejného pořádku, zakládání skládek, krádežím materiálu ze sousedícího objektu podniku Ferona či vykrádání použitelného materiálu z opuštěných domů.

### Plány na přestavbu
V roce 1998 nechala radnice zpracovat projekt, podle něhož by původní kolonie byla zbourána a za téměř 383 milionů by byly postaveny nové domky. Ačkoliv starostka Liana Janáčková později tvrdila, že návrh byl součástí integračně motivačního programu pro sociálně slabé, v projektové dokumentaci o takovém záměru není žádná zmínka.
Městský obvod k roku 2010 v osadě žádné opravy nebo rozsáhlejší úpravy nechystal a zchátralé obecní domy neopravoval.
V roce 2018 se objevil plán na zbourání osady a její nahrazení novou výstavbou. Proti tomu se v osadě vzedmula vlna odporu a místním se podařilo zapojit i externí aktéry z různých oborů, díky čemuž se začalo uvažovat o alternativních scénářích rozvoje lokality. Nové vedení města pak zadalo vypracování urbanistické studie, která místo kompletní demolice všech objektů a nové výstavby prověřovala možnost postupných oprav a doplňování s cílem umožnit postupnou proměnu místa ohleduplnou ke místním obyvatelům.

## Komunitní rada
Obyvatelé si 27. března 2010 na schůzce, kterou inicioval sociální pracovník Kumar Vishwanathan, zvolili „místní radu“ (v jiných médiích je nazývaná též „komunitní rada“ nebo „rada místních“), jejímž předsedou byl zvolen Josef Polák. Její deklarované cíle jsou sice podobné funkci osadních výborů, ze zpráv však nevyplývá, že by v tomto případě mělo jít o místní výbor zastupitelstva zřízený podle zákona o obcích. Rada však vznikla po dohodě se starostkou Lianou Janáčkovou. V radě se spojili místní etničtí Češi a Romové. Rada vznikla pod záštitou Vishwanathanova občanského sdružení Vzájemné soužití po vzoru popovodňové rady v buňkách na Hrušově nebo rady ve vesničce Soužití.

## Veřejně známé události

### Aféra s rasistickými výroky
V roce 2007 se dostala na veřejnost nahrávka z veřejného jednání bytového odboru městského obvodu Mariánské Hory a Hulváky v březnu 2006 (údajně 15. března, toto datum však bylo Janáčkovou zpochybněno), na němž čelní představitelé městského obvodu reagovali na stížnosti původních „bílých“ obyvatel Bedřišky proti sestěhování problémových Romů do osady. Výroky, které na tomto jednání pronesla starostka městského obvodu a senátorka, členka senátního výboru pro lidská práva Liana Janáčková i místostarosta Jiří Jezerský, byly poté i soudně projednávány. Jezerský byl obžalován z hanobení národa, etnické skupiny, rasy a přesvědčení a soudkyně Okresního soudu v Ostravě Jana Bochňáková v červnu 2008 vyhlásila rozsudek, podle nějž se skutek sice stal, ale není trestným činem. Liana Janáčková byla chráněna senátorskou imunitou a k vyšetřování a případnému trestnímu stíhání ji Senát nevydal, protože senátoři záležitost považovali za zvláštní druh politického boje.
Nahrávku donesl do Senátu PČR 10. července 2007 aktivista Kumar Vishwanathan, kterému jej dal bývalý starosta městského obvodu Radomír Michniak, kterému disk s nahrávkou údajně někdo hodil do schránky.
Janáčková na tomto jednání mimo jiné řekla: „O cigány se bohužel starat musím. Kdyby to tehdy s těmi letenkami vyšlo, oni by se domnožili zase. Takže jste diskriminovaní, všichni jsme diskriminovaní, já s vámi naprosto souhlasím. Ale bohužel je to tak. A musím se snažit, abych vás někam vystěhovala. Nesouhlasím s jakoukoli integrací, bohužel jsem rasistka, nesouhlasím s integrací cigánů, aby plošně byli po obvodu. Bohužel, vybrali jsme Bedřišku, takže tam budou, klidně s vysokým plotem, elektrikou, mně je to jedno, já to klidně budu křičet do celého světa (…) Chápu, že je to vůči vám nespravedlivé, ale já už ty cikány opravdu nemám kam dávat, já bych prostě musela jenom mít ten dynamit a odstřelit je…“
Jiří Jezerský na tomto jednání řekl: „Vystavte mi potvrzení, že mohu mít střelnou zbraň a že mi dáváte svolení, abych to vystřílel, a já to půjdu udělat.“
Oba představitelé se později za výroky omluvili, uvedli, že je nemysleli doslovně, a zdůvodnili je vypjatostí situace. Jezerský uvedl, že je jinak pacifista a Janáčková prohlásila, že má velmi dobré vztahy s romskou komunitou.

### Žhářský útok
V neděli 14. března 2010 brzy ráno došlo v osadě k útoku zápalnou láhví na byt romské rodiny Podraných, v němž v té době spali tři lidé, v druhé části objektu spala další, pětičlenná rodina. Láhev však nevybuchla a doutnák se dívce v místnosti podařilo včas uhasit. Starostka městského obvodu Liana Janáčková bylo poté nařčena Dušanem Podraným, že útok zavinila vystěhováním rodiny do osady Bedřiška. Janáčková reagovala prohlášením, ve kterém odsoudila jakékoliv extremistické akce a zároveň vyjádřila názor, že by se mohlo jednat o fingovaný útok, který měl rodině usnadnit vycestování do Kanady nebo Velké Británie. Policie případ vyšetřovala jako pokus o vraždu a prověřovala několik verzí, od rasistického útoku přes sousedské spory po výtržnost.
21. dubna 2010 ráno policie v souvislosti se žhářským útokem zadržela pět lidí z domu sousedícího s domem Podraných a dva ze zadržených do večera téhož dne obvinila z pokusu o vraždu. Policisté rovněž vyslýchali členy rodiny Podraných a vyptávali se jich na spory se sousedy. Zadrženi byli muž, žena, její bratr a dva dospívající synové páru, Kumar Vishwanathan uvedl, že jde o neromskou rodinu a že muž z této rodiny jeden čas bydlel v domě Podraných. V dubnu 2010 byli nezletilý útočník a jeho matka odsouzeni k podmíněnému trestu, který byl ale následně u obou obžalovaných zhruba o rok později změněn na trest nepodmíněný.
Při vyšetřování útoku kdosi policistům v osadě vykradl služební automobil. Ještě téhož měsíce písničkář Jaromír Nohavica složil píseň Na Bedřišce, v níž policisté neúspěšně honí zloděje prchající z Bedřišky s ukradenou mřížkou od kanálu a mezitím jim někdo ukradne věci z auta.